# Médaille commémorative pour missions ou opérations à l'étranger

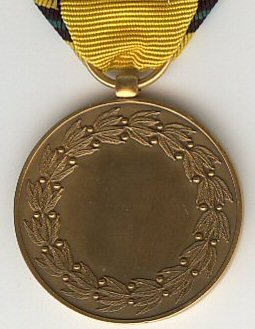
Revers de la Médaille commémorative pour missions ou opérations à l'étranger

La Médaille commémorative pour missions ou opérations à l'étranger (néerlandais : Herinneringsmedaille voor Buitenlandse Opdrachten of Operaties), est une décoration militaire belge. Elle fut instituée le 13 avril septembre 1993 et est décernée aux soldats et aux membres civils des forces armées belges qui ont participé à une opération à l'extérieur du territoire belge.

## Insigne
La médaille est ronde, en bronze, reprenant en son centre les armoiries de la Belgique entourée du texte Missions ou opérations à l'étranger - Buitenlandse opdrachten of operaties. Le revers montre une couronne de lauriers. Au centre de cette couronne, il peut être gravé le nom du récipiendaire et la date d'attribution. Le ruban est doré avec sur chaque bord, 3 fines lignes de couleurs noir-vert-noir.
Le ruban est orné d'un chiffre arabe équivalent au nombre de missions ou opérations auxquelles le récipiendaire a participé depuis l'attribution de la médaille. Avant 2004, le nombre de missions était matérialisé par une plaquette de bronze reprenant le nom de l'opération comme pour la Médaille commémorative pour opérations humanitaires armées.

## Conditions d'attribution
La médaille est décernée aux membres de la défense qui ont participé à une opération humanitaire, de maintien ou de restauration de la paix, de sécurité internationale en dehors de la Belgique et d'une durée d'un mois minimum. La liste des opérations prises en compte pour l'attribution de la médaille est incluse dans un arrêté ministériel qui est amendée régulièrement.
Comme pour la Médaille commémorative pour opérations humanitaires armées, une médaille n'est pas attribuée pour chaque opération. Si une personne participe à plus d'une opération, elle pourra modifier le chiffre arabe sur le ruban.
L'attribution de la médaille n'est pas automatique. Pour se voir attribuer la médaille, la personne qui rencontre les conditions doit en faire la demande. La médaille est décernée par le département des ressources humaines de la Défense Nationale.